# Jabuka (Prijepolje)
Pour les articles homonymes, voir Jabuka.
Jabuka (en serbe cyrillique : Јабука) est un village de Serbie situé dans la municipalité de Prijepolje, district de Zlatibor. Au recensement de 2011, il comptait 270 habitants.

## Démographie
| 1948 | 1953 | 1961 | 1971 | 1981 | 1991 | 2002 | 2011 |
| ---- | ---- | ---- | ---- | ---- | ---- | ---- | ---- |
| 598  | 656  | 681  | 641  | 556  | 503  | 502  | 270  |

|  |

## Architecture

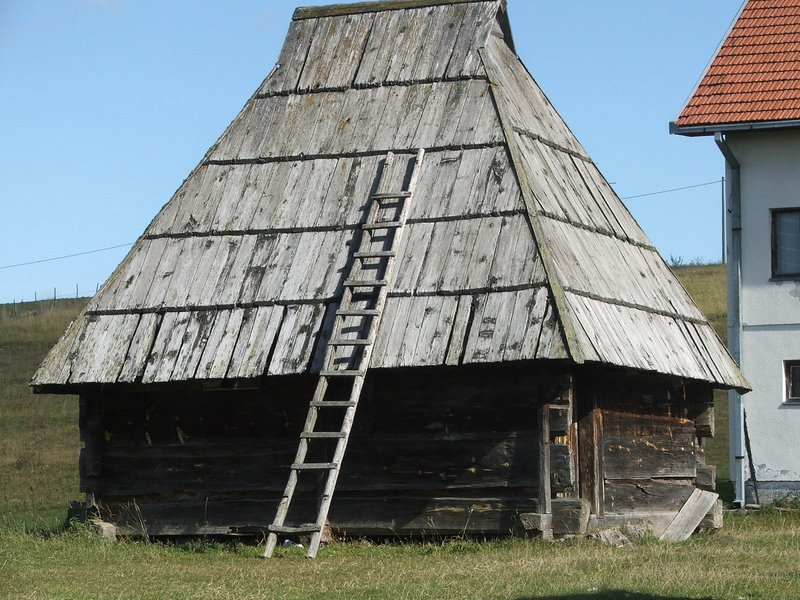
Maison ancienne à Jabuka